# فرودگاه کرکوال
فرودگاه کرکوال (به انگلیسی: Kirkwall Airport) یک فرودگاه همگانی مسافربری با کد یاتا KOI است که یک باند فرود آسفالت دارد و طول باند آن ۱۴۲۸ متر است. این فرودگاه در کشور یونان قرار دارد و در ارتفاع ۱۸ متری از سطح دریا واقع شده‌است.

## شرکت‌های هواپیمایی و مقصدهای پروازی
| شرکت‌های هواپیمایی                | مقصدهای پروازی |
| -------------------------------- | --- |
| فلای‌بی اجرا توسط Eastern Airways | آبردین (آغاز از ۱ سپتامبر ۲۰۱۷) |
| فلای‌بی اجرا توسط Loganair        | آبردین، ادینبرو، گلاسگو، اینورنس، سومبرگ (all end ۳۱ اوت ۲۰۱۷) فصلی: فلسلند برگن (پایان در ۳۱ اوت ۲۰۱۷) |
| Loganair                         | آبردین,(آغاز از ۱ سپتامبر ۲۰۱۷) اروز، ادینبرو,(آغاز از ۱ سپتامبر ۲۰۱۷) فیرآیل,(آغاز از ۱ سپتامبر ۲۰۱۷) گلاسگو,(آغاز از ۱ سپتامبر ۲۰۱۷) اینورنس,(آغاز از ۱ سپتامبر ۲۰۱۷) نورث رونالدسی، پاپا وست‌ری، سومبرگ,(آغاز از ۱ سپتامبر ۲۰۱۷) سندی، استرونسی، وستری Seasonal فلسلند برگن (آغاز از ۱ سپتامبر ۲۰۱۷) |